# Balsa Nova
Balsa Nova est une municipalité brésilienne située dans l'État du Paraná.